# Байшу-Пантанал (микрорегион)

Байшу-Пантанал на карте.

Байшу-Пантанал (порт. Microrregião do Baixo Pantanal) — микрорегион в Бразилии, входит в штат Мату-Гросу-ду-Сул. Составная часть мезорегиона Пантанайс-Сул-Мату-Гроссенсис. Население составляет 138 692	человека (на 2010 год). Площадь — 	83 048,024	км². Плотность населения — 1,67 чел./км².

## Демография
Согласно сведениям, собранным в ходе переписи 2010 г. Национальным институтом географии и статистики (IBGE), население микрорегиона составляет:						
| Полное население                             | Полное население                             | Полное население                             | Полное население                             | 138 692 |
| -------------------------------------------- | -------------------------------------------- | -------------------------------------------- | -------------------------------------------- | ------- |
| в том числе:                                 | Городское население                          | 122 098                                      | Процент городского населения, %              | 88,04   |
|                                              | Сельское население                           | 16 594                                       | Процент сельского населения, %               | 11,96   |
|                                              | Мужское население                            | 70 348                                       | Процент мужского населения, %                | 50,72   |
|                                              | Женское население                            | 68 344                                       | Процент женского населения, %                | 49,28   |
| Плотность населения, чел/км²                 | Плотность населения, чел/км²                 | Плотность населения, чел/км²                 | Плотность населения, чел/км²                 | 1,67    |
| Население микрорегиона в % к населению штата | Население микрорегиона в % к населению штата | Население микрорегиона в % к населению штата | Население микрорегиона в % к населению штата | 5,66    |

## Статистика
- Валовой внутренний продукт на 2003 год составляет 1 157 456 211,00 реалов (данные: Бразильский институт географии и статистики).
- Валовой внутренний продукт на душу населения на 2003 год составляет 8963,02 реала (данные: Бразильский институт географии и статистики).
- Индекс развития человеческого потенциала на 2000 год составляет 0,764 (данные: Программа развития ООН).

## Состав микрорегиона
В составе микрорегиона включены следующие муниципалитеты:
1. Корумба
2. Ладариу
3. Порту-Муртинью